# Anderson Bruford Wakeman Howe
Anderson Bruford Wakeman Howe ist das Debütalbum der britischen Progressive-Rock-Band Anderson, Bruford, Wakeman, Howe, eines Ablegers der Band Yes, aus dem Jahr 1989.

## Entstehung
Als sich die Arbeiten am 1987er Yes-Album Big Generator dem Ende zuneigten, hatte sich in Jon Anderson große Frustration über seine Position in der Band angestaut. In den 70er Jahren war er es gewohnt gewesen, die Band anzuführen, nun hatte sich Neumitglied Trevor Rabin (Gesang, Gitarre) als Bandleader profiliert und Anderson mit der Unterstützung des Bassisten und Gründungsmitglieds Chris Squire, des Managements und der Plattenfirma Atlantic Records zur Seite gedrängt. Seine Position in der Band war auf die Funktion als Sänger reduziert worden. Rabin hatte zunehmend eigene, bereits fertige Songs an die Band herangetragen, ohne auf Andersons offenere, experimentelle Arbeitsweise Rücksicht zu nehmen. In Rabins konziseren Songs hatten die anderen Beteiligten größeres kommerzielles Potenzial gesehen.
Doch Anderson wollte sich, wie er angab, dem Diktat der Verkaufszahlen nicht unterwerfen und verließ die Band nach Beendigung der Big-Generator-Tour zum zweiten Mal seit 1980 (siehe Paris Sessions). Er gründete mit Bill Bruford, Steve Howe und Rick Wakeman den Yes-Ableger Anderson, Bruford, Wakeman, Howe, um zur klassischen, durch längere Stücke geprägten Yes-Musik zurückzukehren.
Er nahm daraufhin mit seinen ehemaligen Yes-Kollegen Bill Bruford (bis 1972 bei Yes), Steve Howe und Rick Wakeman (beide bis 1980 bei Yes) Kontakt auf, um ihnen ein Konzept für eine neue Band vorzuschlagen, eine Band unter seiner Leitung. Bruford, zunächst im Glauben, er solle auf einem Soloprojekt Andersons mitwirken, willigte ein, da Anderson und später auch Howe, die musikalischen Ideen für ein erstes Album bereits weitgehend zusammenhatten. Auch die Tatsache, dass mit seinem Ex-King-Crimson-Kollegen Tony Levin ein hervorragender Bassist zur Verfügung stand, trug zu seiner Entscheidung bei.
Neben Anderson brachte vor allem Steve Howe Material für das Debütalbum der neuen Band mit, von denen einige noch für ein zweites Album-Projekt seiner vorigen Band GTR vorgesehen gewesen waren (die Basis zu „Birthright“ stammt von Steve Howe und GTR-Sänger Max Bacon).
Die Band verbrachte fünf Wochen in Paris, um das neue Material zu erarbeiten und sich einzuspielen. Danach flogen die Musiker dann auf die Karibikinsel Montserrat, um das Album in den AIR-Studios von Beatles-Produzent George Martin aufzunehmen. In den Londoner AIR-Studios wurden noch einige Gitarrenparts aufgenommen. Einige dieser Parts (vor allem auf „Fist of Fire“ und „The Meeting“) wurden von den Technikern Steve Thompson und Michael Barbiero im Nachhinein wieder gelöscht, ohne Wissen Steve Howes. Er machte seiner Verärgerung darüber und über den Gitarrensound insgesamt in einigen Interviews öffentlich Luft. Das Angebot Andersons, das Album unveröffentlicht zu lassen, lehnte er jedoch ab, so dass Anderson Bruford Wakeman Howe veröffentlicht werden konnte.
Das Album, deutlich näher am Yes-Sound der siebziger Jahre, und durch die längeren Stücke, die Instrumentalpassagen und die gemäßigte Progressive-Rock-Ausrichtung in etwa vergleichbar mit Yes’ Going for the One, verkaufte sich etwa 750.000 Mal. Daraufhin starteten die vier Musiker mit der Unterstützung von Tony Levin (bzw. Jeff Berlin), Bass, Julian Colbeck, Keyboards und Milton McDonald, Gitarre und Gesang, zu einer erfolgreichen Welttournee, die vom 29. Juli 1989 bis zum 23. März 1990 andauerte und 74 Konzerte umfasste. Ein geplantes Nachfolgealbum unter dem Titel Dialogue kam nie zustande, weil ABWH und Yes fusionierten und zu acht ein Album namens Union (1991) veröffentlichten.

## Titelliste
1. Themes (Anderson/Howe/Wakeman/Bruford) – 5:58
  - Sound
  - Second Attention
  - Soul Warrior
2. Fist of Fire (Anderson/Howe/Wakeman/Bruford) – 3:27
3. Brother of Mine – 10:18
  - The Big Dream (Anderson/Howe/Wakeman/Bruford)
  - Nothing can Come Between Us (Anderson/Howe/Wakeman/Bruford)
  - Long Lost Brother of Mine (Anderson/Howe/Wakeman/Bruford/Geoff Downes)
4. Birthright (Anderson/Howe/Wakeman/Bruford/Max Bacon) – 6:02
5. The Meeting (Anderson/Howe/Wakeman/Bruford) – 4:21
6. Quartet – 9:22
  - I Wanna Learn (Anderson/Howe/Wakeman/Bruford)
  - She Gives Me Love (Anderson/Howe/Wakeman/Bruford/Dowling)
  - Who Was the First (Anderson/Howe/Wakeman/Bruford)
  - I’m Alive (Anderson/Howe/Wakeman/Bruford)
7. Teakbois (The Life And Times Of Bobby Dread) (Anderson/Howe/Wakeman/Bruford) – 7:39
8. Order of the Universe – 9:02
  - Order Theme (Anderson/Howe/Wakeman/Bruford)
  - Rock Gives Courage (Anderson/Howe/Wakeman/Bruford/Rhett Lawrence)
  - It’s So Hard to Grow (Anderson/Howe/Wakeman/Bruford)
  - The Universe (Anderson/Howe/Wakeman/Bruford)
9. Let’s Pretend (Anderson/Howe/Wakeman/Bruford/Vangelis) – 2:56

Anmerkungen:
Bill Bruford ist lediglich aus finanziellen Gründen als Co-Writer der Lieder genannt, mit der Entstehung der Stücke hatte er nichts zu tun. Tatsächlich wurde er für seine Arbeit bezahlt und durch die Nennung seines Namens als Songautor am Gewinn der Platte beteiligt.
- Auf Fist of Fire wurde eine Gitarrenfigur, die über die gesamte Dauer des Stückes im Hintergrund zu hören war, gelöscht. Die Originalaufnahme ist auf dem Yes-Box-Set In a Word: Yes zu hören.
- Long Lost Brother of Mine entstand in Zusammenarbeit Steve Howes mit Geoff Downes, der für das Ende des Stückes und den Refrain verantwortlich zeichnet. Es trug zunächst den Titel Never Stop Learning (unter diesem Titel ist es auf Steve Howes Raritäten-Album Homebrew zu hören), wurde dann in Lost in America umbenannt und war für das Asia-Album Astra vorgesehen. Lost In America ist auf dem Sampler Wetton/Downes von 2001 dokumentiert. Darüber hinaus sollte es auch in dem Albert-Brooks-Film Lost in America (Kopfüber in Amerika, 1985) verwendet werden. Der Originaltext stammte von John Wetton und Geoffrey Downes. Später arbeitete Howe den Text um und nannte das Stück (Have you) forgotten Love. Ebenfalls in die Entstehungsgeschichte von Brother Of Mine gehört die Steve Howe-Idee At The Full Moon, die auf Steve Howes Raritäten-Album Homebrew zu hören ist. Jon Anderson platzierte At The Full Moon am Beginn von Brother of Mine (jetzt unter dem Titel: The Big Dream) und schrieb zu guter Letzt das Intro zu dem gesamten Song.
- Eine Urversion von Birthright heißt Red And White. Sie ist ebenfalls auf Homebrew zu hören. Noch älter ist die Version This World’s Big Enough, die Max Bacon im Winter 1987 für ein zweites GTR-Album einsang.
- Die Ideen zu The Meeting stammen von Jon Anderson und Rick Wakeman. Ein Stück namens Nina auf Wakemans The Family Album (1987) stellt die Urversion von The Meeting dar. Ein Part, den Steve Howe für diesen Song auf der Laute einspielte, wurde ohne sein Wissen nachträglich von Steve Thompson und Michael Barbiero gelöscht.
- Ein Teil von I Wanna Learn aus Quartet geht auf einen Song namens More About You zurück, der ebenfalls auf Homebrew zu hören ist. Ein anderer Teil von I Wanna Learn geht auf den Song The Go Between zurück, der auf Howes Album Hombrew 2 zu finden ist
- Einige Teile von Order Of The Universe stammen aus dem Song Barren Land (auch auf Howes Homebrew-Album). Die ursprüngliche Idee zu Barren Land stammt aus dem Jahr 1982 und ein Teil davon wurde zu dem Asia-Titel Lying to yourself (Auf der EP Aurora, 1986). Steve Howe hatte auch geplant, daraus einen Song für das Asia-Album Astra zu machen.
- Ein Song namens Children of Light wurde aufgenommen, landete aber nicht auf dem Album. Anderson hatte ihn bereits in den später Siebzigern geschrieben. In den achtziger Jahren war es für ein Jon-&-Vangelis-Album vorgesehen gewesen, das allerdings nicht zustande gekommen war. Der Song erschien letztlich 1996 auf dem Yes-Album Keys to Ascension 2, mit einem neuen Ende namens Lifeline von Steve Howe und Rick Wakeman.

## Rückschau
Mit einer Laufzeit von 59:05 ist Anderson Bruford Wakeman Howe eines der ersten Alben der Musikgeschichte, die auf die größere Kapazität der CD (insg. ca. 74 Minuten) zugeschnitten waren. Abgesehen von den Doppel- und Dreifach-Alben Yessongs, Tales from Topographic Oceans und Yesshows ist es das längste Album, das ein Yes-Musiker bis dahin veröffentlicht hatte.
Das Album markiert nur teilweise eine Rückkehr zum Yes-Stil der siebziger Jahre. Zwar ist Anderson Bruford Wakeman Howe durchaus mit den weniger heftigen Alben wie etwa Going for the One vergleichbar, doch gibt es hier einige stilistische Neuerungen, die zehn Jahre zuvor noch nicht denkbar waren. So finden sich viele deutliche Anleihen aus dem Latin Pop und dem Ethno-Bereich, der in den späten 80er Jahren gerade seinen ersten Aufschwung nahm. Dies betrifft vor allem die Songs „Teakbois“ und „Birthright“. Ersterer ist dem Reggae-Sänger Bobby Dread gewidmet, letzterer setzt sich mit den ersten Atombombentests der britischen Regierung 1954 im Australischen Woomera und dem Schicksal der Aborigines auseinander. Diese neu adaptierten Stilrichtungen sorgten prompt für Kritik einiger Yes-Fans, tatsächlich war das Aufgreifen verschiedener Stile (v. a. Country-Musik, europäische klassische Musik, Jazz) schon in den Siebziger Jahren ein Markenzeichen der Band gewesen, so dass die Neuorientierung kein so radikaler Schritt war, wie sie auf manchen gewirkt haben mag.
Vor dem Hintergrund der juristischen Auseinandersetzungen zwischen Yes und Anderson, Bruford, Wakeman, Howe ist der Text von „She Gives Me Love“ aus „Quartet“ interessant, der zahlreiche Anspielungen auf Melodien, Songtitel und Texte von Yes enthält:
She give me love / When love had gone away / When the pressure came so fast / She give me love / Long distance runaround (Songtitel vom Album Fragile) / And in between the pressure / I was summoned
What happened to this song / We once knew so well / Signed promise for moments / Caught within the spell (Textzeilen aus dem Song The revaling science of God vom Album Tales from Topographic Oceans)
How did we dance on the south side of the sky (Songtitel vom Album Fragile) / We saw the flags flying on the moon / And thru the gates of delirium (Songtitel vom Album Relayer) so fast / Believing in the light was a beginning / Only to believe in you / Only to believe in you
A river, a mountain to be crossed / The sunshine... (Textzeilen aus dem Song South Side of the Sky vom Album Fragile) / Soon, oh soon the light (Textzeile aus dem Song Gates of Delirium vom Album Relayer)
She give me love / When I was losing fast / I was awakened (Songtitel vom Album Going for the One) by the dream / She was the love for me / The first and last / And all that I remembered / Was the roundabout (Songtitel vom Album Fragile) only to believe in you
In and around the lake / In and around the lake / In and around the lake (Textzeile aus dem Song Roundabout vom Album Fragile)
Diese Anspielungen, zusammen mit dem Roger-Dean-Cover und der von Roger Dean und Martyn Dean gestalteten Bühnendekoration unterstreichen noch einmal deutlich den Anspruch der Band, die „einzig wahren“ Yes zu sein.

## Singleauskopplungen
1. „Brother of Mine“ (edit) (6:30)/“Vultures (in the City)” (5:49) 1989 Arista, 7″: AS1-9852
Anmerkung:
- „Vultures (in the City)“, die B-Seite der Single „Brother Of Mine“, geht auf einen Steve Howe-Song namens „Rare Birds“ zurück

2. „Order of the Universe“ (Short Edit) (4:40)/„Order of the Universe“ (Long Edit) (5:59)/„Order of the Universe“ (Album version) (9:02) 1989 Arista, CD: ASCD-9869
Die europäische Version der Single enthielt andere Stücke:
- „Order of the universe“ (Long Edit) (5:59)/„Fist of fire“ (3:27)/„Order of the universe“ (Short Edit) (4:40) 1989 Arista, Cd-single 662 618

Auf dem Cover stand:
„Seven principles of the order of the universe
1. all things are differentiated apparatus of one infinity
2. everything changes
3. all antagonisms are complementary
4. there is nothing identical
5. what has a front has a back
6. the bigger the front the bigger the back
7. what has a beginning has an end

George Ohsawa“
3. Quartet (I’m Alive) [Anderson/Bruford/Wakeman/Howe] (3:27) 1989 Arista, CD: ASCD-9898 (Promo)
Dies ist nicht nur ein Ausschnitt aus der Album-Version von „Quartet“, sondern eine neu abgemischte und etwa 80 Sekunden längere Popversion des Stückes, produziert von Chris Kimsey, Jon Anderson und Michael Hutchinson, gemischt von Steve Thompson und Michael Barbiero. Die Version ist als Video-Clip
im begleitend zur LP erschienenen Video „In The Big Dream“ zu hören.

## Bandmitglieder
- Jon Anderson – Gesang
- Bill Bruford – Schlagzeug
- Rick Wakeman – Keyboards
- Steve Howe – Gitarre

mit
- Tony Levin – Bass, Chapman Stick, Gesang
- Matt Clifford – Keyboards, Programming, Orchestrierung, Gesang
- Milton McDonald – Gitarre
- Deborah Anderson – Backing Vocals
- Tessa Niles – Backing Vocals
- Carol Kenyon – Backing Vocals
- Frank Dunnery – Backing Vocals
- Chris Kimsey – Backing Vocals
- Emerald Community Singers, Montserrat – Backing Vocals

## Cover
Das Cover wurde vom Fantasy-Künstler Roger Dean gestaltet, der in den siebziger Jahren viele der klassischen Yes-Alben ausgestattet hatte. Dies sollte der Öffentlichkeit die Botschaft vermitteln, Anderson, Bruford, Wakeman, Howe seien die „einzig wahren Yes“ – Yes selbst hatten sich in den 80er Jahren moderneren Graphikern zugewandt (siehe 90125, 9012Live: The Solos, Big Generator). Die Titel der Coverbilder lauten „Blue Desert“ und „Red Desert“.

## Trivia
In ironischer Antwort auf die in den 80er Jahren eher am Pop-Rock/AOR ausgerichtete Musik von Yes erhielt Anderson Bruford Wakeman Howe die Katalognummer 90126, die auf den Titel (und die Katalognummer) des Atlantic-Albums 90125 von Yes (1983) anspielt.

## Live
- Themes wurde 1989–1990 72-mal live gespielt und ist auf An Evening of Yes Music Plus... zu hören
- Brother Of Mine wurde 1989–1990 71-mal live gespielt und ist auf An Evening of Yes Music Plus... zu hören
- Birthright wurde 1989–1990 72-mal live gespielt und ist auf An Evening of Yes Music Plus... zu hören
- The Meeting wurde 1989–1990 und 2004 106-mal live gespielt und ist auf An Evening of Yes Music Plus... zu hören
- Quartet wurde 1989 1-mal live gespielt
- Teakbois wurde 1989–1990 71-mal live gespielt und ist auf An Evening of Yes Music Plus... zu hören
- Order Of The Universe wurde 1989–1990 72-mal live gespielt und ist auf An Evening of Yes Music Plus... zu hören
- Let’s Pretend wurde 1989 1-mal live gespielt